# Chinesische Universität für Bergbau und Technologie
Die Chinesische Universität für Bergbau und Technologie bzw. Chinesische Universität für Bergbau und Technik (chinesisch 中国矿业大学, Pinyin Zhōngguó Kuàngyè Dàxué, englisch China University of Mining and Technology, Abk. CUMT) ist eine Universität in der Stadt Xuzhou in der chinesischen Provinz Jiangsu, mit einem zweiten Campus in der chinesischen Hauptstadt Peking.
Als Schwerpunktuniversität untersteht sie dem chinesischen Bildungsministerium direkt und gehört zu den 33 Universitäten, die nach dem Staatsbildungsprogramm „211“ zu weltbekannten Universitäten aufgebaut werden sollen.
Die Gründung erfolgte 1909. Es gibt eine geologische Ausstellungshalle.